# Timbaland
Timbaland, pseudonimo di Timothy Zachery Mosley (Norfolk, 10 marzo 1972), è un produttore discografico, beatmaker, rapper e cantautore statunitense.
Si è imposto all'attenzione del pubblico come produttore discografico durante la seconda metà degli anni novanta, collaborando alla realizzazione di brani di successo per artisti come Aaliyah, Jay-Z, Ginuwine e Missy Elliott. Grazie al successo ottenuto nelle classifiche internazionali dai brani da lui prodotti, tra la fine degli anni novanta e l'inizio degli anni duemila è diventato uno dei produttori più richiesti e famosi del mondo hip-hop e R&B. A partire dalla metà degli anni duemila ha spostato il suo interesse anche verso la musica pop, producendo singoli di grande successo per, tra i tanti, Justin Timberlake, OneRepublic, Madonna e Nelly Furtado. Nel 2007 ha riscosso successo come artista solista grazie al suo secondo album Shock Value, che ha avuto un seguito nel 2009, anno di pubblicazione di Shock Value II. Alla realizzazione di entrambi gli album, hanno collaborato svariati artisti di rilievo.

## Biografia

### Gli esordi
È nato e cresciuto a Norfolk in Virginia, Stati Uniti da Latrice, che gestiva un rifugio per senzatetto, e Garland Mosley, un impiegato della Amtrak. Secondo quanto riferito, suo fratello, Sebastian, ha circa nove anni in meno. Sua sorella Courtney Rashon è una truccatrice e autrice del New Jersey. Si è diplomato alla Salem High School di Virginia Beach.
Ha iniziato la sua carriera come disc jockey con gli pseudonimi "DJ Timmy Tim" o "DJ Tiny Tim" e durante il liceo ha collaborato col rapper Melvin Barcliff, conosciuto come "Magoo". L'adolescente Tim si è anche unito all'ensemble di produzione S.B.I. (che stava per "Surrounded By Idiots") che comprendeva anche il produttore dei The Neptunes, Pharrell Williams (suo cugino). Tim era anche amico delle superiori con i fratelli Terrence e Gene Thornton, che sarebbero diventati noti rispettivamente come Pusha T e Malice del gruppo rap Clipse. Nel 1986, quando Timbaland aveva 14 anni, fu colpito accidentalmente da un collega in un ristorante locale Red Lobster e rimase parzialmente paralizzato per nove mesi. Durante questo periodo, ha iniziato a imparare a fare il DJ usando la mano sinistra.
Dopo aver sentito del suo materiale, la cantante Missy Elliott ha iniziato a lavorare con lui portandolo con sé (insieme a Magoo) a New York, dove aveva sede la sua casa discografica, la Swing Mob, di proprietà del produttore e cantante DeVante Swing, membro del gruppo R&B Jodeci. Lei e il suo gruppo R&B, Sista, fecero un'audizione per DeVante, che portò alla firma del contratto. Fu proprio lo stesso DeVante a proporre a Tim lo pseudonimo "Timbaland", prendendo spunto dal nome delle scarpe Timberland, con la quale viene spesso confuso il suo nome erroneamente, molto usate nella moda hip hop.
Lui e Magoo entrarono a far parte della scuderia della SCI Zakys School di membri dello Swing Mob conosciuti come "Da Bassment", unendosi ad artisti come il cantante R&B Ginuwine, il gruppo vocale maschile Playa (Smoke E. Digglera, Static Major e Digital Black) e il gruppo femminile Sugah. Timbaland ha lavorato alla produzione di una serie di progetti con DeVante, tra cui l'LP degli Jodeci del 1995, The Show, The After-Party, The Hotel e l'LP di debutto (inedito) di Sista, 4 All the Sistas Around da World. La Elliott iniziò a ricevere riconoscimenti come autrice di canzoni per artisti come il gruppo femminile R&B 702 e MC Lyte. Per merito del suo legame artistico con Missy Elliott, Timbaland è stato spesso contattato per produrre remix delle sue canzoni.

### I primi lavori come produttore
Timbaland iniziò la sua carriera producendo gruppi R&B. Ma la svolta arrivò nel 1996, grazie alle produzioni da lui curate per il secondo album di Aaliyah, One in a Million, e nell'album di debutto di Ginuwine, Ginuwine...the Bachelor. Da questi album sono stati pubblicati due singoli che hanno riscosso grande successo nelle classifiche statunitensi: If Your Girl Only Knew di Aaliyah e Pony di Ginuwine, entrambi al primo posto nella classifica Hot R&B/Hip-Hop Songs di Billboard e tra i venti singoli più venduti della classifica statunitense. I singoli in questione, oltre ad aver successo, hanno attirato l'attenzione della critica grazie a una composizione musicale e a un beat completamente diversi da tutte le canzoni in circolazione in quel periodo. Quando Timbaland produceva artisti R&B, il suo suono caratteristico era molto radicato nell'hip-hop con la sua natura frenetica e le interruzioni di batteria chiare. In seguito assunse delle sonorità hip-hop e le applicava all'R&B, e in questo modo il suo suono è stato determinante per offuscare la distinzione tra produzione hip-hop e R&B. Nel 1997 ha prodotto tutte le tracce dell'album di debutto in qualità di solista di Missy Elliott, dal quale sono stati estratti quattro singoli di successo tra cui Sock It 2 Me (quarta nella classifica R&B e dodicesima in quella ufficiale). In questo album, Timbaland ha continuato con il suo stile di produzione elettronica ormai caratteristico, ma dal momento che la Elliott rappava spesso la musica era considerata hip-hop. Sempre nello stesso anno, pubblicò il suo primo album con il suo partner Magoo, Welcome to Our World, anch'esso un album hip-hop. Grazie al successo e alle sonorità innovative delle sue prime produzioni, l'artista diventò uno dei produttori più richiesti della scena R&B/Hip hop statunitense, producendo così brani per rapper di punta come Jay-Z, Nas, Snoop Dogg e The LOX.
Tra il 1997 e il 2003 l'artista ha inoltre pubblicato tre album con l'amico Magoo e ha collaborato alle colonne sonore di molti film, tra cui Why Do Fools Fall in Love?, Soul Food, Il dottor Dolittle, Romeo deve morire e Moulin Rouge!. Nel 1999, ha ottenuto un grande successo con Jay-Z e del gruppo rap Underground Kingz con il successo Big Pimpin'. Ha anche prodotto totalmente il secondo album di Missy Elliott nel 1999, Da Real World. Durante questo periodo, Timbaland ha continuato a produrre principalmente per artisti R&B. Ha continuato a produrre per Ginuwine e Aaliyah, oltre a contribuire in modo significativo agli album delle Xscape, di Nicole Ray, dei Playa e delle Total.

### Gli anni duemila e la scomparsa di Aaliyah
All'inizio degli anni duemila, Timbaland ha prodotto canzoni tra cui Roll Out (My Business) di Ludacris, Hola' Hovito di Jay-Z, Raise Up di Petey Pablo, la cover di Diamond Dogs di David Bowie per Beck, uscendo per la prima volta dai confini della musica urban, e il remix del grande successo di Usher, You Make Me Wanna. Ha anche contribuito con tre canzoni, tutte alla fine pubblicate come singoli, al terzo album omonimo di Aaliyah: l'esotico singolo principale We Need a Resolution (in cui rappa una strofa), More Than a Woman e la ballata I Care 4 U. Fa da introduzione nel singolo Try Again di Aaliyah (brano di cui è produttore e coautore), ed è tratto dalla colonna sonora di Romeo deve morire. È stato il primo brano da lui prodotto a raggiungere la prima posizione della classifica ufficiale degli Stati Uniti, oltre ad essere il primo singolo della storia a raggiungere tale posizione solo grazie al passaggio in radio.
Il suo secondo album insieme a Magoo era previsto per l'uscita nel novembre 2000. Indecent Proposal prevedeva le apparizioni di Beck, Aaliyah, così come le nuove scoperte di Timbaland, di cui alcuni appartenenti alla sua nuova etichetta Beat Club Records, come Ms. Jade, Kiley Dean, Sebastian (il fratello di Timbaland), Petey Pablo e l'amica Tweet (membro delle Sugah durante i giorni di Swing Mob con la quale Timbaland si ricongiunse). L'album è stato posticipato di un anno, venendo pubblicato nel novembre 2001. È stata una delusione commerciale. La voce di Beck per il brano "I Am Music" non è stata inclusa nell'ultima versione, che invece vedeva Static Major e Aaliyah. La prima pubblicazione su Beat Club è stato l'album di debutto di Bubba Sparxxx nel settembre 2001, Dark Days, Bright Nights.
Nel gennaio dello stesso anno More Than a Woman di Aaliyah divenne il primo singolo prodotto da Timbaland a raggiungere la prima posizione della classifica britannica e il primo singolo di un artista deceduto a debuttare alla prima posizione. La tragica scomparsa della cantante, infatti, avvenuta a causa di un incidente nel 2001, colpì profondamente l'artista, che a causa del dolore bloccò per un periodo la sua attività musicale. Nel corso di un'intervista a MTV TRL dichiarò: "Era come il sangue per me, e ho perso il mio sangue. Io e lei insieme avevamo questa chimica. Ho perso metà della mia creatività per lei. Adesso è difficile per me parlare con i fan. Al di là della musica, era una persona brillante, la persona [più speciale] che abbia mai incontrato.".

### I primi successi mondiali conCry Me a River
Timbaland, dopo la pausa causata dalla morte di Aaliyah, lavorò ad alcuni brani da inserire nell'album di debutto di Tweet, Southern Hummingbird. Da questo album è stato pubblicato come singolo Oops (Oh My), che ha raggiunto la prima posizione della classifica R&B di Billboard e si è fatta notare per la sperimentazione musicale che lo caratterizzava. Inoltre ha prodotto il quarto e il quinto LP di Missy Elliott: Under Construction e This Is Not a Test!. In questo periodo ha anche prodotto alcune canzoni per Lil' Kim e il rapper Pastor Troy. Collaborando col produttore Scott Storch, Timbaland è riuscito a lavorare ad alcuni brani dell'album d'esordio da solista dell'ex leader degli *NSYNC Justin Timberlake, Justified. Dall'album è stato tratto il singolo Cry Me a River, il quale ha avuto un grande successo in tutto il mondo.
Verso la fine del 2003, Timbaland ha prodotto il secondo album di Bubba Sparxxx, Deliverance e il terzo album con Magoo, Under Construction, Part II. Entrambi gli album sono stati pubblicati con poco clamore o consensi anche se Deliverance è stato elogiato dalle recensioni e ben accolto dalla comunità di Internet.
Nel 2004 Timbaland è stata la volta di singoli per LL Cool J, Xzibit, Fatman Scoop, Jay-Z e ha prodotto la maggior parte del quarto album di Brandy, Afrodisiac. Ha scritto due brani (Exodus '04 e Let Me Give You My Love) e ha prodotto tre brani per l'album Exodus della popstar giapponese Utada Hikaru. Ha continuato a lavorare sui brani per Tweet e per il sesto album di Missy Elliott, The Cookbook, tra cui Joy (con Mike Jones) e Partytime, e ha continuato ad espandere la sua portata con la produzione per The Game e Jennifer Lopez (per la quale produsse He'll Be Back dal suo quarto album in studio, Rebirth).

### Il periodo d'oro, le collaborazioni di prestigio e il successo personale conShock Value
In quel periodo l'artista ha fondato una nuova etichetta discografica, la Mosley Music Group, con la partecipazione del vecchio amico e leggendario produttore musicale australiano John Servedio, noto anche come il suo nome d'arte "ServidSounds", che ha aiutato Timbaland a portare un po' di talento dalla sua ex etichetta Beat Club Records. Vi entrarono a far parte Nelly Furtado, Keri Hilson e il rapper D.O.E..
Nel 2006 Timbaland ha prodotto dei beat per il terzo album di Nelly Furtado, Loose, e per il secondo di Justin Timberlake, FutureSex/LoveSounds. Il successo enorme avuto dai singoli pubblicati da questi due album ha consacrato definitivamente Timbaland come uno dei maggiori produttori e autori della musica contemporanea; Promiscuous, Maneater e Say It Right di Nelly Furtado e SexyBack, My Love e What Goes Around...Comes Around di Timberlake hanno riscosso successo su scala mondiale e hanno raggiunto la prima posizione delle classifiche di diverse nazioni. In un'intervista pubblicata nell'agosto 2006 nel Regno Unito, Timbaland ha rivelato che stava lavorando a un nuovo LP di Jay-Z e che aveva lavorato su dei brani con Chris Martin dei Coldplay.
Timbaland ha continuato a produrre successi pop, tra cui Wait a Minute delle Pussycat Dolls e Ice Box di Omarion. Ha inoltre lavorato anche a sette brani per il nuovo album di Björk, ad alcune tracce dell'album Red Carpet Massacre dei Duran Duran e alla canzone AYO Technology di 50 Cent. Timbaland ha anche prodotto la maggior parte dei brani del terzo album di Ashlee Simpson, Bittersweet World, inclusa la canzone Outta My Head (Ay Ya Ya).
Il 3 aprile 2007 Timbaland ha pubblicato l'album Shock Value, che vedeva la collaborazione di artisti come 50 Cent, Dr. Dre, Elton John, Fall Out Boy, Justin Timberlake, Keri Hilson, Missy Elliott, Nelly Furtado e Nicole Scherzinger. I vari singoli estratti sono diventati dei successi mondiali e hanno permesso a Timbaland di ricevere vari premi e di diventare un nome anche come musicista, non solo come produttore. All'inizio del 2007 è esplosa una rivalità tra Timbaland e il produttore discografico Scott Storch. La tensione deriva dal suo singolo Give It to Me, dove Timbaland si rivolse in maniera implicita a Storch dicendo: "Io sono un vero produttore e tu [sei] solo un pianista". In un'intervista, Timbaland confermò che si stava riferendo Storch. La rivalità derivava in parte da controversie sui crediti di scrittura per Cry Me a River di Timberlake.
Il 26 novembre 2007 Timbaland e la sua fidanzata sono diventati genitori di una bambina di nome Reign.
Nel 2008, Timbaland ha prodotto svariati album tra i quali Imperial Blaze di Sean Paul, Hard Candy di Madonna, Human di Brandy, Bittersweet World di Ashlee Simpson, In a Perfect World... di Keri Hilson, Mail on Sunday di Flo Rida, Scream di Chris Cornell, All I Want Is Everything di JoJo, Block Party di Missy Elliott, Dirrty Pop di Keithian, Doll Domination delle Pussycat Dolls, l'album d'esordio di Jennifer Hudson, l'album d'esordio di Brittany Murphy e The Block dei New Kids on the Block.
Timbaland ha prodotto la canzone che rappresenta la Russia all'Eurovision Song Contest 2008, "Believe" di Dima Bilan, scritta insieme a Bilan e Jim Beanz. La canzone si classificò prima. Nel febbraio 2008 è stata lanciata la prima collezione Fashion Against AIDS, un'iniziativa di Designers Against AIDS e venduta nei negozi H&M in 28 paesi, per la quale Timbaland ha disegnato una stampa su una maglietta, in posa per la campagna e in un video, per aiutare a sensibilizzare sull'HIV/AIDS tra i giovani delle città e per sostenere il sesso sicuro. L'8 febbraio 2008, è stato annunciato che Timbaland avrebbe rilasciato un album esclusivamente per il servizio di telefonia mobile V CAST di Verizon Wireless ed è stato designato il suo primo vero "Mobile Producer in Residence". Timbaland sarebbe stato raggiunto dalla cantante e compositrice della Mosley Music Group/Zone 4, Keri Hilson, per iniziare a lavorare sulla prima traccia dell'album mobile a bordo del Mobile Recording Studio completamente attrezzato. L'unica traccia ad emergere finora è Get It Girl. Nel primo sforzo di Timbaland nell'industria dei videogiochi, ha lavorato con Rockstar Games per produrre Beaterator, un gioco di mixaggio musicale per PSP, PlayStation Network e iOS rilasciato nel settembre 2009.
Timbaland ha parlato con Shaheem Reid di MTV nel luglio 2008 per confermare che stava lavorando al seguito del suo disco di platino Shock Value. All'epoca confermò di avere una traccia con Madonna che, sebbene registrata per il suo album Hard Candy, non era stata utilizzata e poteva invece finire in questo album. Ha insistito sul fatto che avrebbe collaborato anche con Jordin Sparks, Beyoncé, Rihanna, Jonas Brothers, Miley Cyrus e T.I. Tuttavia, nessuna di queste collaborazioni (tranne Miley Cyrus) è arrivata alla tracklist finale. Ha anche detto che insieme all'aiuto T-Pain che sarebbe sicuramente apparso, sperava di coinvolgere Jay-Z, anche se alla fine non è riuscito a farlo. Timbaland ha iniziato a lavorare al sequel di Shock Value nel luglio 2008. Nel marzo 2009, ha intentato una causa contro la sua etichetta, la Blackground Records, sostenendo che avevano tentato di prenderlo in giro dopo che aveva deciso di passare dalla performance musicale alla produzione.

### Shock Value IIe varie collaborazioni
Nel mese di settembre 2009 Timbaland ha annunciato l'uscita dell'album Shock Value II inizialmente prevista per il 23 novembre in Europa e il giorno seguente nel Nord America, poi posticipata al 4 dicembre in Europa e all'8 dello stesso mese negli Stati Uniti. L'uscita dell'album è stata anticipata dal singolo Morning After Dark, che vede le partecipazioni di SoShy e Nelly Furtado. Gli altri ospiti dell'album sono gli Attitude, Bran' Nu, Chad Kroeger, Daughtry, D.O.E., Drake, Esthero, Jet, JoJo, Justin Timberlake, Katy Perry, Keri Hilson, Miley Cyrus, OneRepublic, Sebastian, The Fray. Shock Value II è famoso per il suo uso di effetti vocali esagerati.
In seguito, l'album è stato promosso dai singoli Say Something, Carry Out e If We Ever Meet Again, ma non ha bissato i risultati del precedente disco.
Timbaland ha prodotto nel 2009 l'album Scream di Chris Cornell. A Shakira è stato chiesto di registrare la voce nella canzone "Give It Up to Me" da includere nel prossimo album di Timbaland, ma è stata inserita nel suo terzo album in studio She Wolf e invece è stata pubblicata come secondo singolo per gli Stati Uniti. Una delle canzoni che Timbaland aveva prodotto per l'album del 2008 di Beyoncé, I Am... Sasha Fierce è stata rielaborata da Keri Hilson e Jay-Z per Shock Value II ma non fu inclusa. È stato ospite del Raw della WWE il 28 dicembre 2009. Timbaland è apparso il 25 marzo 2010, nell'episodio (intitolato "Blowback") di FlashForward come agente di prova. Le sue canzoni “Morning After Dark” e “Symphony” appaiono nel videogioco Def Jam: Underground.
Nell’aprile 2010, è nata una faida tra il produttore e il cantante R&B Ginuwine, dopo che Timbaland non è riuscito a fare un’apparizione alle riprese del video musicale del cantante di “Get Involved”. Più tardi in aprile, Timbaland ha pubblicato un nuovo singolo con T-Pain e Billy Blue intitolato “Talk That”. Nel giugno 2010, intervistato dalla rivista RWD sulla scena musicale britannica, ha fatto l’audace affermazione di essere l’ispiratore della scena musicale dub-step. “La scena britannica… mi dicono sempre che l’ho iniziata io. Voi avete il Dub-bass…”. Intervistati ulteriormente su questo argomento, ha continuato a dire: “È divertente perché sono tornati a un po’ della mia vecchia musica che ha davvero creato quel suono e, invece di andare veloce, sono andati lenti con più bassi”. Nell'agosto 2010, un "possibile tentativo di suicidio" è stato emesso per Timbaland dopo che la sua casa è stata svaligiata. Quando la sua famiglia non è stata in grado di contattarlo, hanno chiamato il 911 ed è iniziata una caccia all'uomo. La polizia alla fine ha trovato la sua auto e lo ha riportato a casa, dove i paramedici lo hanno esaminato, prima di dichiarare che non rappresentava una minaccia per se stesso. Interrogato, Timbaland ha detto di aver fatto solo un giro in macchina per pensare al furto, poiché pensava che il possibile ladro avrebbe potuto essere qualcuno vicino di cui si fidava.
Nel 2010, Timbaland si è separato dall'etichetta di lunga data Blackground Records, ma rimase con la Interscope Records. Più tardi nel corso dell'anno, Timbaland è apparso nell'edizione deluxe dell'album di Chris Brown, FAME, producendo le canzoni Paper, Scissors, Rock (con Big Sean) e la bonus track disponibile solo in Giappone, Talk Ya Ear Off. Timbaland è apparso anche nell'LP di David Guetta, Nothing but the Beat, in "I Just Wanna F" con Dev e Afrojack. Timbaland ha anche lavorato con la teen star Demi Lovato; ha prodotto e ha avuto una piccola funzione nella sua canzone All Night Long nell'album Unbroken di Lovato. Nel novembre 2010, Timbaland ha annunciato che avrebbe pubblicato una nuova canzone ogni giovedì, chiamata Timbo Thursdays; una copia dell’iniziativa mostrata da artisti come Kanye West (via G.O.O.D. Fridays), e Swizz Beatz (via Monster Mondays). In un’intervista a Rap-Up.com Timbaland ha dichiarato: “Allora, mio fratello mi ha detto che Kanye sta facendo uscire una nuova canzone ogni venerdì chiamata G.O.O.D. Fridays, Swizz ha i lunedì, non so se sono su Twitter ma puoi contattarli e dirgli di riservare quel giovedì per Timbo the king baby. Lo chiameremo Timbo Thursdays, va bene?”
l 13 gennaio 2011, Timbaland ha iniziato la sua iniziativa musicale gratuita Timbaland Thursdays, con la prima canzone pubblicata Take Ur Clothes Off, con Missy Elliott. Il primo singolo ufficiale di Shock Value III, Pass at Me con il rapper americano Pitbull, con produzione non accreditata del DJ francese David Guetta, è stato rilasciato il 13 settembre 2011, dopo essere stato precedentemente utilizzato per promuovere un libro intitolato Culo. Il secondo singolo dell'album, Break Ya Back con la cantante americana Dev, è stato rilasciato il 17 aprile 2012. Per il quarto capitolo del franchise Step Up, Step Up Revolution, Timbaland ha rilasciato una traccia chiamata Hands In the Air, con la partecipazione del cantante americano Ne-Yo.
Il 30 gennaio 2013, Timbaland ha firmato con l'etichetta Roc Nation di Jay-Z. Più tardi quell'anno, Timbaland sarebbe stato il produttore principale del recente LP di Justin Timberlake, The 20/20 Experience, inclusi i singoli dell'album: Suit & Tie e Mirrors. Timbaland ha anche prodotto la canzone di Beyoncé Grown Woman, che è stata inclusa nel suo spot Pepsi e nel tour del 2013, The Mrs. Carter Show World Tour, e la canzone I Don't Have To Sleep to Dream nell'album di Cher del 2013, Closer to the Truth.
Nell'aprile 2011, Timbaland e l'amico di lunga data e socio in affari Mike Evans hanno firmato un accordo con Sony / ATV Music Publishing's Musica estrema per creare 75 nuovi brani pop urbano per la casa musicale di produzione.
Nell'agosto 2013, Timbaland ha rivelato che stava lavorando a un progetto con materiale inedito di Michael Jackson, con un singolo principale chiamato Love Never Felt So Good.
Il 24 settembre 2013, Timbaland ha collaborato con T.I. per il suo nuovo artista indonesiano co-prodotto, Agnez Mo, nella sua canzone intitolata Coke Bottle. Il primo evento di lancio del singolo è diventato un argomento di tendenza in tutto il mondo Twitter.

### Opera Noir
Nel novembre 2010 Timbaland ha annunciato via Twitter che stava lavorando al nuovo album e che probabilmente sarebbe stato il continuato dell'ultimo album Shock Value II. Nello stesso mese invia un video a Demi Lovato per avere una collaborazione e lavorare su dei pezzi. Come primo singolo ufficiale da Shock Value III è stato scelto "Break Ya Back" collaborazione con la cantante statunitense DEV.
Il 15 novembre 2013, Timbaland rivela il suo nuovo singolo per il suo quarto album, Opera Noir, chiamato "Know Bout Me" che vede il featuring di Drake, Jay-Z, e James Fauntleroy.

### 2014-2019
Nel 2014, è stato originariamente annunciato che sia Timbaland che Missy Elliott sarebbero stati una componente essenziale per la produzione dell'album di debutto di Kat Dahlia, My Garden, tuttavia nessuno dei contributi del duo hanno visto la luce.
Il 7 gennaio 2015, Timbaland compare nei crediti di produzione per il suo coinvolgimento nella colonna sonora del progetto televisivo Empire di Lee Daniels e Danny Strong, presentato in anteprima su FOX. In modo costruttivo, Timbaland e il suo team, inclusi Jim Beanz, Raphael Saadiq e altri, compongono le canzoni della serie sulla base del materiale fornitogli dal team di sceneggiatori dello spettacolo per ogni episodio.
Nel febbraio 2016, Timbaland e Missy Elliott hanno collaborato per produrre il brano Somebody Else Will per la socia di lunga data, Tweet, per il suo terzo album in studio Charlene.
Nel giugno 2016, Timbaland e Andy Rubinhas hanno collaborato con SubPac, una startup con sede a Los Angeles che lavora su un dispositivo audio indossabile. Non c'è ancora una data di uscita per il suo nuovo album Textbook Timbo. Il 15 dicembre 2017, Timbaland ha pubblicato la canzone Grab the Wheel, con 6lack alla voce. La canzone ha anche un video musicale che è stato rilasciato lo stesso giorno.
Nel 2019, Timbaland ha iniziato a insegnare attraverso Masterclass, fornendo una serie di istruzioni sulla produzione e sul beatmaking.
Sempre in quell'anno produce l'album Accetto miracoli del cantante italiano Tiziano Ferro, collaborando con un artista non anglofono.

### 2020-presente:Verzuze la riedizione della discografia delle proprie produzioni
Nel marzo 2020, Timbaland, insieme a Swizz Beatz, ha lanciato il webcast Verzuz su Instagram. Nel 2021, per il loro lavoro su Verzuz, sia Timbaland che Swizz Beatz sono apparsi su Time 100, l'elenco annuale delle 100 persone più influenti del mondo di Time.
Nell'agosto 2021, Blackground è stato ribattezzato Blackground 2.0, con Barry Hankerson che è rimasto come fondatore. Blackground 2.0 ha firmato un accordo di distribuzione con Empire Distribution, che rilascerà il catalogo dell'etichetta su CD, cassetta e vinile, su siti di download digitali e, per la prima volta in assoluto, su servizi di streaming. Il catalogo di Aaliyah ha iniziato la sua riedizione in ordine cronologico, a partire da One In a Million il 20 agosto 2021. L'LP di Timbaland del 1998 Tim's Bio: Life from da Bassment e gli album di Timbaland & Magoo Welcome to Our World, Indecent Proposal e Under Construction, Part II sono stati ripubblicati il 27 agosto 2021.

## Accuse di plagio
Nel gennaio 2007, Timbaland è stato accusato di aver plagiato diversi elementi (sia nei motivetti che nei campionamenti) nella canzone Do It nell'album del 2006 Loose di Nelly Furtado senza includerlo nei crediti o dare dei risarcimenti. La canzone stessa è stata pubblicata come quinto singolo nordamericano da Loose nel luglio 2007.
I problemi legali di Timbaland continuarono. A seguito di una causa per copyright sulla canzone Throw It on Me dal suo album Shock Value, Timbaland e David Cortopassi, il compositore di "Spazz", una canzone originariamente registrata da The Elastik Band e pubblicata da ATCO/Atlantic ed EMI, ha raggiunto un accordo transattivo nel luglio 2009. I termini dell'accordo sono rimasti segreti all'epoca. "Spazz", noto come "una delle registrazioni più insapori mai realizzata", fu inizialmente vietata dalle stazioni radio e persino interrotta a metà mentre era in onda quando fu pubblicato per la prima volta nel 1967, con il DJ che si scusava persino con i suoi ascoltatori per aver riprodotta la canzone.
L'album omonimo di Aaliyah del 2001, prodotto da Timbaland, conteneva anche un campionamento non accreditato di "Alouli Ansa" di Mayada El-Hennawy nella canzone More Than a Woman.
Nel gennaio 2014, il quotidiano svizzero Basler Zeitung ha rivelato un altro caso di plagio riguardante il brano "Versus" di Jay-Z, prodotto da Timbaland. Lo strumentale del brano è molto simile, se non direttamente campionato, da On the Way del musicista svizzero Bruno Spoerri. Secondo il quotidiano svizzero Tages-Anzeiger, il caso di plagio è stato risolto nel marzo 2015. Jay-Z e Timbaland avrebbero dovuto pagare il 50% delle entrate della canzone a Spoerri come royalty per la musica, mentre Jay-Z avrebbe trattenuto il 50% per i testi.

## Discografia

### Album da solista
- 1998 – Tim's Bio: Life from da Bassment
- 2007 – Shock Value
- 2009 – Shock Value II
- 2014 – Opera Noir

### Album con Magoo
- 1997 – Welcome to Our World
- 2001 – Indecent Proposal
- 2003 – Under Construction, Part II

## Filmografia

### Attore
- Una vita da vivere (One Life to Live) – soap opera, episodio #1.10036 (2007)
- FlashForward – serie TV, episodio 1x13 (2010)
- Empire – serie TV, episodio 2x03 (2015)

### Doppiatore
- Piece by Piece, regia di Morgan Neville (2024)